# 荒神山 (滋賀県)
荒神山（こうじんやま）は、日本の滋賀県彦根市の中西部に所在する山。琵琶湖を西に望む、近江盆地の一角、湖東地方の一角に形成された標高284mの独立峰である。山頂のおよそ300m北東に、三等三角点（標高261.48m、点名が「日夏山」）がある。
古くは平流山（へいるやま）と呼ばれていたが、奈良時代、行基が山頂に奥山寺を開山した際に三宝大荒神（さんぽうだいこうじん）の像を祀ったことから荒神山と呼ばれるようになった。

## 概要
周囲には宇曽川によって形成された平野が広がっており、北北西の麓に曽根沼が、さらにその先、山麓からの距離1km余りの北東には琵琶湖が開けている。
また、北麓より300m離れた北北東に野田沼がある。麓一円は田園地帯であり、山頂からは南北に広がる琵琶湖が一望できる。
山の南側にある丘陵地には、滋賀県下第二の規模を誇る前方後円墳である荒神山古墳があり、この遺跡やその周辺からは弥生土器の破片のほか、馬具や金環・祭器などが出土している。
山頂には荒神山神社や荒神山城跡があり、山麓には、唐崎神社（とうざきじんじゃ）・千十寺（せんじゅうじ）・天満天神社（てんまてんじんじゃ）・稲村神社（いなむらじんじゃ）などがある。
4月の上旬から中旬にかけては桜の花が咲き乱れ、花見スポットとなる。また、6月の29日・30日には山頂の荒神山神社で子供の無病息災と火難除けを祈願するみなづき祭がある。
山頂に彦根テレビ中継局・荒神山FM送信所、ハングライダー滑走路、山腹にハイキングコースやウォークラリーコースがあり、山の周りにはサイクリングコースが設けられている。北東麓には、野球場・テニスコート・運動場・公園設備、および、彦根市子どもセンターが設置されている彦根市荒神山公園がある。
1976年（昭和51年）には青少年育成を目的に滋賀県が「荒神山自然の家」を設置し、2011年度（平成23年度）に彦根市に移管されたが、2025年度（令和7年度）末で閉館となる予定である。

## 荒神山の環境保護に尽力した人物
明治時代、貧困から生活が成り立たなくなった荒神山の周辺の住民たちは、山の木を競って伐採し、売り払ってしまった。そのために荒神山ははげ山になってしまい、土壌の保水力が著しく低下した山腹では土砂災害が続発するようになった。この事態に危機感を覚えた地元の名士・大橋利左衛門は、村民たちを集めて「山に木を植えよう」と呼びかけ始める。
雨の降る日も風の吹き荒れる日も山林を見まわり、赤松を植林してまわった利左衛門の行動はやがて村民の心を動かし、地域ぐるみで植林に協力するようになっていき、そうしてついには山の緑は一応の回復を見た。
大橋利左衛門はその後、37歳の若さでこの世を去ったが、荒神山の環境保護に尽力し、緑の山によみがえらせた人物としてその功績は讃えられ、1962年（昭和37年）には宇曽川に架かる天神橋の袂（たもと）に記念碑（石碑）が建立された。

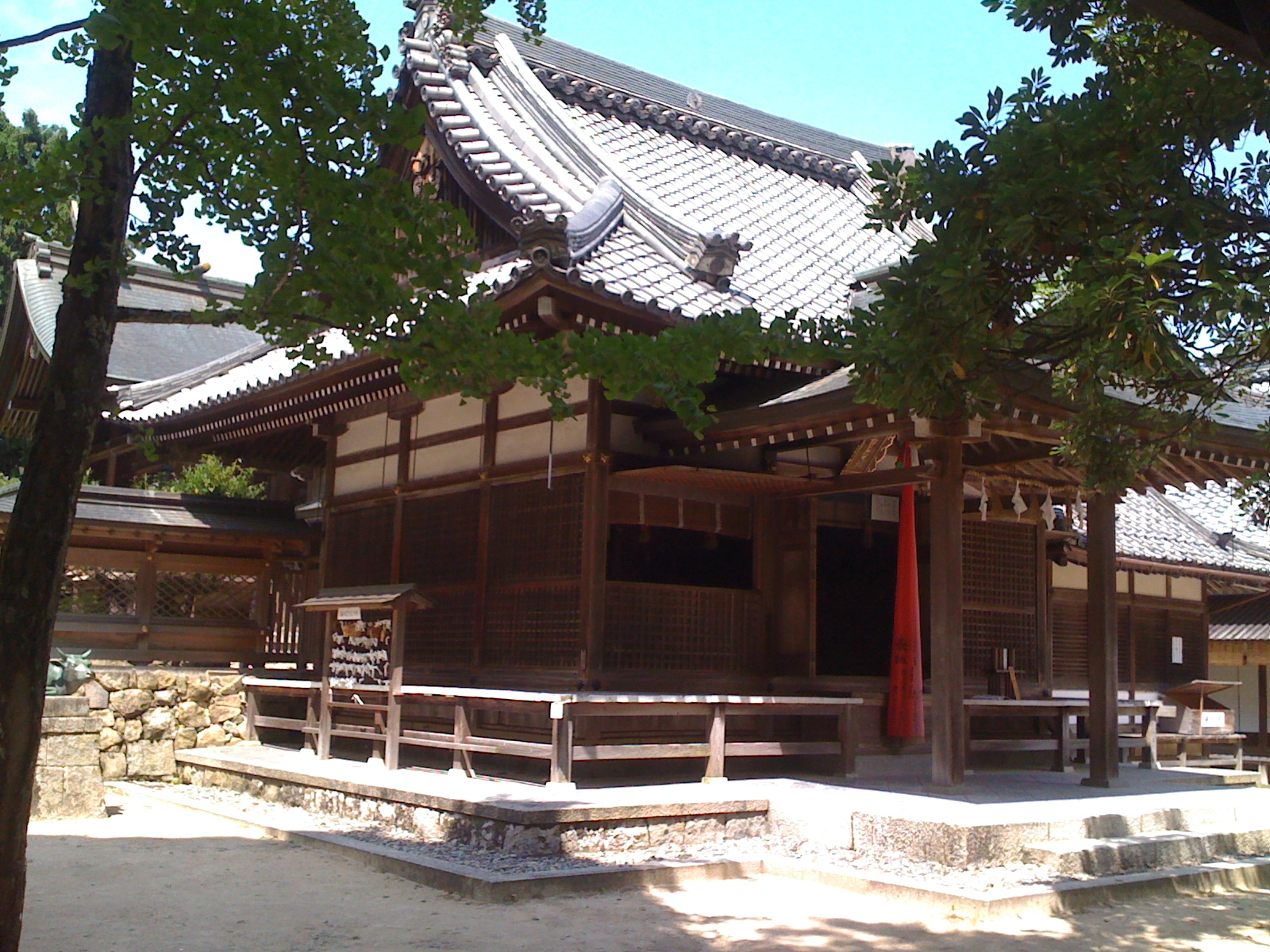
山頂に鎮座する荒神山神社（拝殿）

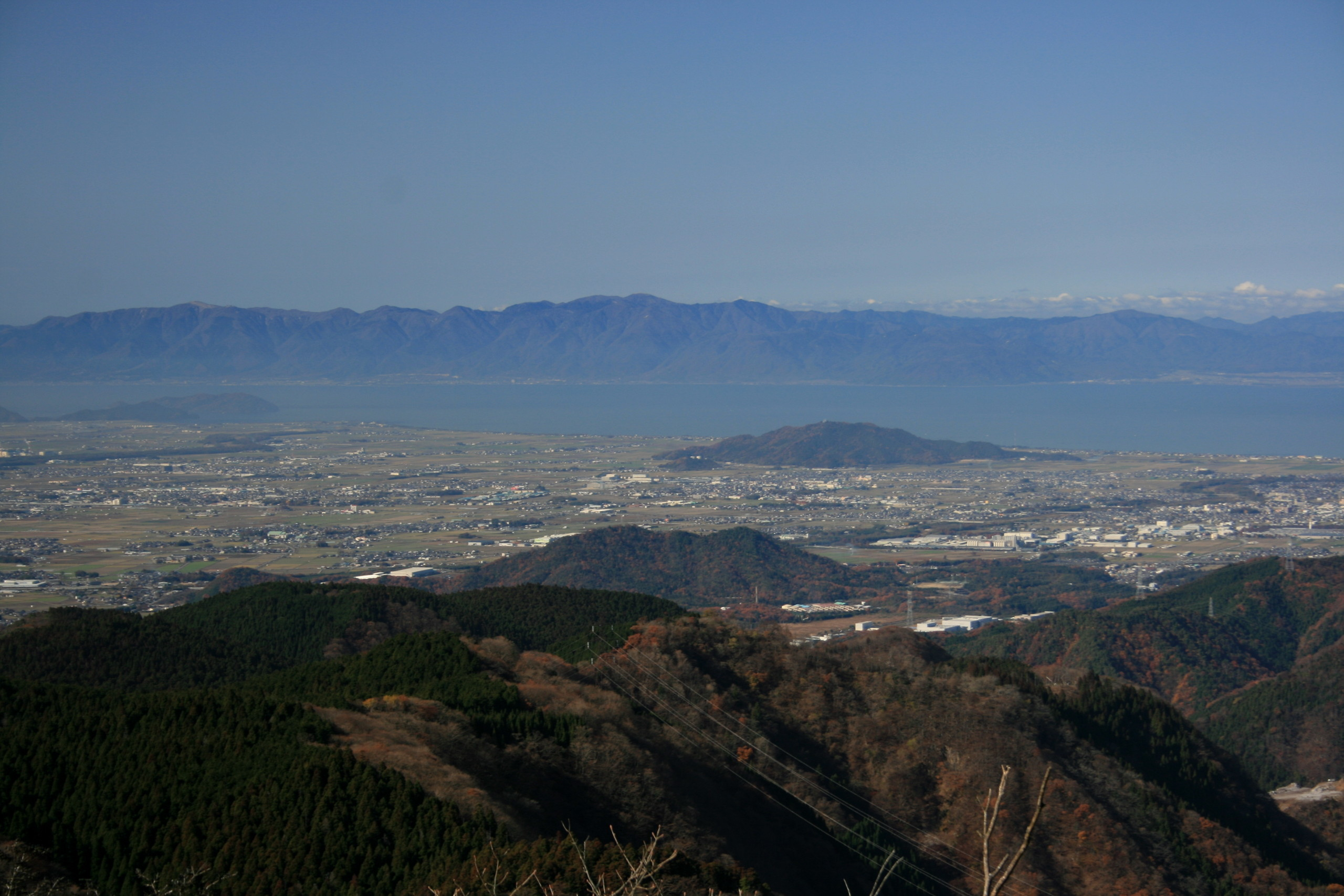
東方の鈴鹿山脈から望む荒神山、琵琶湖の対岸には比良山地

## 放送送信設備
別項「彦根テレビ中継局・荒神山FM送信所」を参照のこと。

## 最寄り駅
下記の2駅から荒神山までは徒歩約45分と遠く、現地までの公共交通機関はタクシーや路線バスがあるが、マイカー等で行くのが一般的である。
- JR東海道本線（琵琶湖線）河瀬駅
- JR東海道本線（琵琶湖線）稲枝駅